# 琉璃草蟬
琉璃草蟬（学名：Mogannia cyanea）为蟬科草蟬屬下的一个种。